# La Noire de…
La Noire de…  (La chica negra, La negra) es una película del director senegalés Ousmane Sembène, realizada en 1966 y por la cual su director recibió el Premio Jean Vigo en el mismo año. Está basada en el cuento del mismo nombre, escrito por el propio Sembène e incluido en la antología Voltaïque, de publicada en Francia en 1961. El filme es reconocido como el primero hecho en la África subsahariana por un creador de la región o al menos el primero de África en trascender fuera de África.

## Sinopsis
En Dakar, Diouana, analfabeta, es contratada por una pareja de blancos burgueses. Está encargada de ocuparse de los niños, una responsabilidad prestigiosa para sus conciudadanos. Por petición de sus patrones, acepta acompañarlos a Antibes, en la Costa Azul de Francia, para las vacaciones. Pero en Francia, las cosas cambian. Diouana se ve en la obligación de realizar todas las tareas domésticas, reducida así a la servidumbre sin ningún día de descanso y privada del derecho de ver a los niños...
Como única solución para liberarse, Diouana hace su maleta y se suicida cortándose las venas con una navaja dentro de la bañera de sus empleadores. El jefe de la familia decide entonces regresar a Dakar con las pertenencias de la chica para entregarlas a su familia junto con el dinero que nunca le pagaron. La madre rechaza el dinero y el hombre se aleja perseguido por un pequeño que cubre su rostro con la máscara de madera que Diouana había regalado a su patrona el primer día de trabajo.

## La película y el cuento
Una de las principales diferencias entre la versión escrita y la audiovisual de La noire de... es su estructura. Mientras que en el cuento descubrimos el suicidio de Diouana desde las primeras páginas, en la versión cinematográfica este suceso se devela en los últimos minutos. Lo que comparten ambas versiones, sin embargo, es el intercalar presente y pasado, haciendo que la historia se mueva entre Senegal y Francia en todo momento.
Otra diferencia es el año en el que se ubica la historia en cada caso. En el cuento, la primera línea revela que estamos en "la mañana del 23 de junio del año de gracia de mil novecientos cincuenta y ocho", lo que significa que Senegal seguía siendo colonia francesa. Por su parte, la película, aunque no específica el año en que ocurren los hechos, sí aclara que se trata después de la Independencia de Senegal que data de 1960, esto a través de los diálogos que sostienen en su casa de Antibes los patrones de Diouana y sus amistades.
En ambas versiones permanecen varios elementos, a saber:
- El analfabetismo de Diouana.
- La comprensión básica del francés que tiene la protagonista, que la hace responder con frases cortas y una pronunciación distorsionada del idioma ("Viye, Missié" en lugar de "Oui, Monsieur").
- El diálogo interno de Diouna que, hacia el final, hace saber que está arrepentida de viajar a Francia.
- El cambio de responsabilidades que tiene Diouna en Dakar (cuidar a los niños) y las nuevas tareas que enfrenta en Antibes (cocinar, limpiar, hacer compras, etcétera).[4]
- El racismo al que se enfrenta en Francia de parte de sus patrones y de las amistades de estos.
- El suicidio como acto de rebelión y no como sinónimo de rendición.[7]
- El aislamiento en Antibes al que someten a la mujer senegalesa sus patrones franceses.

## Premios y reconocimientos
- Premio Cartago, 1966
- Premio Jean Vigo, 1966

La película es reconocida como la primera hecha por un africano en la región de África subsahariana. Aunque antes de 1966 Egipto y Túnez ya contaban con filmes hechos por cineastas locales, el éxito ante la crítica de La noire de... en ocasiones hace olvidar este detalle y se le considera como la primera película africana. En cualquier caso, su director recibe el título de "padre del cine africano" en gran parte gracias a esta película.
Por su estilo y el contexto de su estreno, la película es considerada como parte de la oleada de movimientos que refrescaron la escena cinematográfica, liderada por la Nueva Ola francesa.
El historiador del cine Georges Sadoul dijo de esta cinta que era el primer largometraje "negro" de verdadero valor desde la invención del cine, elogiando además su honestidad.